# Entre Dues Mars
L'Entre Dues Mars (en occità Entre Duas Mars, en francès Entre-deux-Mers) és una comarca occitana situada a Gascunya (culturalment) i Guiena (històricament). Ubicada a l'est de Bordeus, administrativament pertany al departament francès de la Gironda, a la regió de la Nova Aquitània. La seva vila principal és La Rèula.

## Geografia
Intercalada entre el marge dret de la Garona al sud i el marge esquerre de la Dordonya al nord, s'estén des del Bec d'Ambès, al nord-oest, fins als límits dels departaments de Dordonya i Òlt i Garona. al sud-est. Comprèn històricament el territori del districte de La Bastide, adossat a Bordeus al XIX segle.
Segons la proposta del diari Jornalet de divisió territorial d'Occitània, basada en l'obra de Frederic Zégierman Le Guide des pays de France, l'Entre dos Mars estaria ubicat a la regió de Guiena, subregió del Bordelès.

## Idiomes
L'occità, en la seva variant gascona septentrional, és la llengua tradicional de l'Entre dues Mars. Aquest nord-gascó garonès s'estenia fins al Marmandès, on era anomenat «planiu» pels habitants dels turons que parlaven el nord-llenguadocià «guienès», el qual de vegades era denominat «perigordí» pels habitants de la plana.

### Zones lingüístiques
El gascó de l'Entre dues Mars té punts en comú amb el gascó bordelès ([b] intervocàlica, ús del passat i subjuntiu en -u-, absència de a- prostètica...) i algunes diferències (la h- substitueix més sovint la f-.). Es caracteritza per la -D- intervocàlica (hèder, audèth...). A l'est de l'Entre dues Mars, al Vasadès s'utilitza la -s- intervocàlica en lloc de -d-… (aquesta divisió es troba en gairebé tota la Gascunya). En gascó, les ciutats de la regió s'escriuen amb la grafia anomenada clàssica: Sent Macari, Sauvatèrra, La Rèula, Montsegur, Pelagrua, Santa Fe, Brana, Pujòus, Creon, Targon, Cadilhac, Lengoiran. Al voltant de Sent Macari, fins a Gavarnac i Apian, el parlar és més proper al del Vasadès, amb la pronunciació [w] de la -V- intervocàlica; a Veguèir, Cauçdròt, Morens, s'hi documenta la pronunciació -B-, com en altres llocs de l'Entre dues Mars.
Entre Salvaterra, Pelagrua i La Rèula, així com en algunes comunas d'Òlt i Garona, es troba un enclavament d'origen medieval conegut com la petita Gavatxeria. Els habitants provenien de França i van portar el seu parlar d'oïl, anomenat gavatx (gavache en francès), derivat del saintongès a aquesta regió. Es va parlar entre els segles XV i XIX per comunitats aïllades en terres gascones de la petita Gavatxeria, a una quinzena de municipis al voltant del poble de Monsegur, exceptuant-ne aquest darrer dins de les seves muralles. Les fronteres de la petita Gavatxeria són molt controvertides segons els autors. Aquest parlar està actualment extingit a l'Entre dues Mars.
Finalment, el cantó de Santa Fe la Gran és de dialecte llenguadocià, però el límit no és clar, i al voltant de Pelagrua i Pujòls, el gascó està fortament llenguadocianitzat en un parlar que presenta una pronunciació original, lleugerament tenyida també de llemosí.